# Motti Aroesti
Motti Aroesti (in ebraico מוטי ארואסטי‎?; Tel Aviv, 11 luglio 1954) è un ex cestista israeliano.

## Carriera
Con Israele ha partecipato a tre edizioni dei Campionati europei (1979, 1983, 1985) e ai Giochi asiatici del 1974.

## Palmarès
- Campionato israeliano: 15

Maccabi Tel Aviv: 1973-74, 1974-75, 1975-76, 1976-77, 1977-78, 1978-79, 1979-80, 1980-81, 1981-82, 1982-83, 1983-84, 1984-85, 1985-86, 1986-87, 1987-88
- Coppa di Israele: 11

Maccabi Tel Aviv: 1974-75, 1976-77, 1977-78, 1978-79, 1979-80, 1980-81, 1981-82, 1982-83, 1984-85, 1985-86, 1986-87
- Coppa dei Campioni: 2

Maccabi Tel Aviv: 1976-77, 1980-81
- Coppa Intercontinentale: 1

Maccabi Tel Aviv: 1980